# Double Switch
Double Switch is een computerspel voor het platform Mega-CD. Het spel werd uitgebracht in 1993. 